# Íngrid Rubio i Ruiz
Íngrid Rubio i Ruiz (Barcelona, 2 d'agost de 1975) és una actriu catalana. Estudiant de relacions públiques, debutà professionalment a la telesèrie de TVC Secrets de família, on la seva cara es fa popular a Catalunya. Poc després fa el salt al cinema, on triomfa ràpidament gràcies a la seva interpretació a Más allá del jardín, que li reporta el premi Goya a la millor actriu revelació. Ha rodat setze llargmetratges en nou anys, i s'ha obert les portes al cinema argentí. El 2009 torna a TV3 amb la sèrie Infidels, i el 2015 amb Cites.

## Filmografia

### Cinema
Llargmetratges
| - Taxi(1996) - Más que amor, frenesí(1996) - Más allá del jardín (1997) - En brazos de la mujer madura (1997) - Un día bajo el sol (1998) - En dag til i solen(1998) - El faro del sur (1998) - Extraños(1999) - Un banco en el parque (1999) - L'altra cara de la lluna (1999) - Sé quién eres (2000) - El viaje de Arian (2000) - Viaje de ida y vuelta (2000) - Visionarios (2001) - Todas las azafatas van al cielo (2002) - La soledad era esto(2002) | - La playa de los galgos(2002) - El alquimista impaciente (2002) - Fes el que vulguis amb mi (2003) - Noviembre (2003) - Hermanas(2005) - Salvador (2006) - Trastorno(2006) - Tirant lo Blanc (2006) - Road Spain (2008) - La vida en rojo (2008) - 7 pasos y medio (2009) - Que se mueran los feos (2010) - Los días no vividos (2012) - L'Estrella (2013) - Ciudad Delirio (2014) |

Curtmetratges
- Intereses Mundanos Bar Mut (2011)
- Solsticio (2013)

### Televisió
- Secrets de família (1995)
- Madre Teresa (2003)
- Los minutos del silencio (2009)
- Infidels (2009-2011)
- El corazón del océano (2011-2014)
- Cites (2015)
- El pueblo (2019)
- Hache (2019, 2021)
- La Caza: Tramuntana (2021)

## Premis i nominacions
| Any  | Premi                                                  | Categoria                        | Títol                      | Resultat   |
| ---- | ------------------------------------------------------ | -------------------------------- | -------------------------- | ---------- |
| 1996 | Festival Internacional de Cinema de Sant Sebastià      |                                  | Taxi                       | Guanyadora |
| 1997 | Premis Goya                                            | Millor actriu revelació          | Más allá del jardín        | Guanyadora |
| 1997 | Premis de la Unió de Actors,Espanya                    |                                  | Taxi                       | Guanyadora |
| 1998 | Premis Butaca                                          | Millor actriu catalana de cinema | El faro                    | Nominada   |
| 1998 | Festival Internacional de Cinema de Mont-real          | Millor actriu                    | El faro                    | Guanyadora |
| 1999 | Associació de Cronistes Cinematogràfics de l'Argentina | Millor actor                     | El faro                    | Guanyadora |
| 2000 | Setmana del Cinema Espanyol de Múrcia                  |                                  | Sé quién eres              | Guanyadora |
| 2000 | Festival de cinema espanyol de Màlaga                  |                                  | El viaje de Arián          | Guanyadora |
| 2001 | Premis Butaca                                          | Millor actriu catalana de cinema | El viaje de Arián          | Nominada   |
| 2002 | Premis Butaca                                          | Millor actriu catalana de cinema | El alquimista impaciente   | Nominada   |
| 2003 | Premi Cercle d'Escriptors Cinematogràfics,Espanya      | Millor actriu                    | El alquimista impaciente   | Nominada   |
| 2003 | Premi del Festival de Cinema de Comèdia de Peníscola   | Millor actriu                    | Haz conmigo lo que quieras | Guanyadora |
| 2006 | Premis Butaca                                          | Millor actriu catalana de cinema | Hermanas                   | Nominada   |
| 2007 | Premis de la Unió de Actors,Espanya                    | Millor actriu secundària         | Salvador (Puig Antich)     | Nominada   |
| 2014 | Premis de la Unió de Actors,Espanya                    | Millor actriu de cinema          | L'Estrella                 | Nominada   |
| 2014 | Premis Gaudí                                           | Millor actriu                    | L'Estrella                 | Nominada   |

Altres
- 1999: Premi Còndor de Plata a la millor actriu per El faro